# Ostrava-Kunčice
Ostrava-Kunčice (pol. Ostrawa-Kończyce Wielkie) – stacja kolejowa w gminie katastralnej Ostrawy – Kończycach Wielkich, w kraju morawsko-śląskim, w Czechach. Znajduje się na wysokości 230 m n.p.m. i leży na linii kolejowej nr 321 oraz 323.
Stacja w Kończycach Wielkich uruchomiona została w roku 1871 na linii kolejowej Ostrawa - Frydek (oznaczanej obecnie jako linia nr 323), a od 15 listopada 1911 roku po uruchomieniu fragmentu linii 321 do Suchej Średniej stała się stacją węzłową. Zmodernizowany budynek dworca posiada czynne kasy biletowe, możliwość zakupu biletów międzynarodowych, poczekalnię, przechowalnię bagażu, przechowalnię rowerów, automaty do elektronicznego zakupu biletów, toalety. Stacja posiada trzy perony (w tym dwa wyspowe) połączone przejściem nadziemnym z dostępem dla osób poruszających się na wózkach inwalidzkich. Połączenie z terenem Nowej Huty zapewnia przejście podziemne.